# Lageon
Lageon är en kommun i departementet Deux-Sèvres i regionen Nouvelle-Aquitaine i västra Frankrike. Kommunen ligger i kantonen Parthenay som tillhör arrondissementet Parthenay. År 2022 hade Lageon 372 invånare.

## Befolkningsutveckling
Antalet invånare i kommunen Lageon
| Referens: INSEE |